# Tubucella papillosa
Tubucella papillosa är en mossdjursart som först beskrevs av Reuss 1848.  Tubucella papillosa ingår i släktet Tubucella och familjen Margarettidae. Utöver nominatformen finns också underarten T. p. depressa.